# Utz Spur
Der Utz Spur ist ein vereister Felssporn im ostantarktischen Viktorialand. In der Royal Society Range ragt er zwischen den oberen Abschnitten des Comberiate- und des Potter-Gletschers auf.
Das Advisory Committee on Antarctic Names benannte ihn 1994 nach Loreen G. Utz (* 1959), Kartografin des United States Geological Survey und Mitglied des Satellitenvermessungsteams auf der Amundsen-Scott-Südpolstation im antarktischen Winter 1983.